# Лицо под маской
«Лицо под маской» (англ. The Face Behind the Mask) — криминальная драма режиссёра Роберта Флори, вышедшая на экраны в 1941 году.
Сценарий фильма написали Пол Джеррико, Артур Левинсон и Аллен Винсент по пьесе «Промежуточный период» Томаса Эдварда О’Коннелла. История рассказывает о «часовщике-иммигранте, который приезжает в Америку, полный бьющего через край энтузиазма в отношении земли обетованной…, но вознаграждением для него становится ужасное уродство в страшном пожаре. Вынужденный обратиться к преступлению, чтобы заплатить за дорогую маску, без которой он не может ничего сделать, подавленный до степени самоубийства предательством своих собственных идеалов, он возрождается к жизни любовью слепой девушки… Однако нежная идиллия заканчивается, когда её жестокая смерть заставляет его разработать хладнокровную месть, во время которой он приносит в жертву и себя».
Метафора изуродованного человеческого лица как отображения его личности известна по таким фильмам, как «Лицо женщины» (1941), «Глаза без лица» (1960), «Мистер Сардоникус» (1961), «Ванильное небо» (2001) и многим другим, а типаж слепой благородной девушки в дальнейшем встречался в таких криминальных лентах, как «На опасной земле» (1951) и «Дождись темноты» (1967).

## Сюжет
В Нью-Йорк на корабле прибывает эмигрант из Венгрии Янош Сабо (Петер Лорре), с энтузиазмом ожидая встречи со своей будущей родиной. Он рассчитывает обосноваться в стране, устроиться на работу, после чего пригласить свою невесту. В поисках жилья на одной из оживлённых нью-йоркских улиц Янош натыкается на детектива, лейтенанта полиции Джима О’Хару (Дон Беддоу), который рекомендует ему поселиться в пансионате Терри Финнегана. Янош снимает в пансионате комнату, и тут же устраивается мойщиком посуды в кафе. В первую же ночь один постояльцев в нарушение правил пансионата готовит еду на горелке в своей комнате. Чтобы скрыть это от управляющего он поспешно убирает ещё работающую горелку в комод, что приводит к возгоранию и сильнейшему пожару. Яношу чудом удаётся выбраться из охваченного пламенем здания, однако с серьёзными ожогами он оказывается в больнице. Детектив О’Хара, который испытывает ответственность за судьбу Яноша, приходит навестить его в больницу, где узнаёт, что Финнаган даже с трудом смог опознать его, а вероятность его выживания врачи оценивают как 50 на 50 и. О’Хара передаёт для Яноша через медсестру свою визитную карточку, приписав на ней, что готов оказать ему необходимую помощь. Некоторое время спустя Янош с полностью забинтованной головой размышляет о том, как он выйдет из больницы и устроится на приличную работу, ведь на родине он был успешным часовщиком, имеет опыт работы гравёром и механиком, а во время службы в армии даже научился управлять самолётом. Как только жизнь у него наладится, он пригласит в Америку свою невесту. Однако когда врачи снимают с головы бинты, они видят лицо, которое пугает даже медсестру. Увидев себя в зеркало, Янош приходит в неистовство и набрасывается на врачей, которые вынуждены скрутить его и вколоть приличную дозу успокоительного.
Выйдя из больницы Янош безуспешно пытается устроиться на работу в ювелирный магазин, автомастерскую и другие места, где люди его квалификации очень нужны, но внешний вид Яноша отпугивает работодателей. Отчаявшись устроиться на работу, Янош отправляет прощальное письмо своей невесте и отправляется в порт, чтобы утопиться. Когда он стоит на пирсе перед тем, как броситься в воду, к нему подходит случайный прохожий с просьбой дать спичку. Увидев лицо Яноша, прохожий в страхе убегает, второпях роняя свой бумажник. Тут же появляется мелкий вор Динки (Джордж Э. Стоун), который предлагает поделить деньги из бумажника. Своим оптимизмом и добрым расположением духа, Динки вселяет в Яноша надежду и отговаривает его от самоубийства. На украденные деньги они снимают приличный номер в гостинице и заказывают хороший ужин. Но через несколько дней деньги заканчиваются, и друзьям приходится перебраться ночевать в старый автомобиль на свалке. Вскоре Динки заболевает и ему срочно требуется медицинская помощь. Чтобы раздобыть денег, Динки посылает Яноша на рынок, где работает банда, в которой Динки состоит. Янош ловко прокручивает там дело и добывает деньги, что позволяет друзьям снова снять приличный номер и заказать приличную еду. Вскоре в номере появляются двое членов банды, которая работает на рынке. Они получают с Динки причитающуюся им долю, а затем говорят, что видели, как ловко Янош провернул дело, и хотели бы работать с ним. Динки говорит Яношу, что если бы у него были деньги, он мог бы сделать себе пластическую операцию и исправить лицо. Вдохновлённый этими словами, Янош направляется на приём к пластическому хирургу доктору Чиверу. В отсутствие врача Яноша принимает его ассистент, который говорит, что готов сделать для Яноша временную маску за 400 долларов, а саму операцию может сделать только доктор Чивер. Операция по восстановлению лица, по словам ассистента, будет стоить как минимум несколько тысяч долларов.
Некоторое время спустя Янош получает лишённую эмоций прорезиненную маску, которая всё-таки скрывает страшные ожоги и делает лицо не столь отпугивающим. Однако денег на операцию у Яноша нет, и, чтобы их заработать, он соглашается вступить в банду. Вскоре банда проводит серию удачных ограблений, и благодаря своему стратегическому видению и технической подготовке Янош становится боссом, планируя и управляя операциями. Банда проводит серию удачных ограблений ювелирного магазина, банка и других учреждений, о банде начинают писать газеты, обвиняя в беспомощности полицию и детектива О’Хару. Наконец, Янош организует ограбление оперного театра, получая большой куш в 5000 долларов. Во время пересчёта похищенных денег на квартире банды появляется её бывший босс Джефф Джефрис (Джеймс Сиэй), заявляя о своих правах на руководство. Однако Янош быстро ставить его на место, затем даёт часть награбленного и предлагает работать вместе. Янош снова приходит на приём к доктору Чиверу, который осмотрев его лицо, говорит, что тот потерял слишком много мышечной ткани, и чтобы полностью исправить лицо, потребуется проводить пересадку ткани по частям, каждые шесть месяцев в течение 15 лет. В отчаянии Янош выбегает из его кабинета на улицу, где сталкивается со слепой девушкой Хелен Уильямс (Эвелин Кейс), выбивая у неё из рук коробки бусами, которые она изготавливает по заказу универмага. Янош помогает ей собрать бусы, а затем провожает девушку домой. Между ними возникает дружба: Хелен рассказывает Яношу, что живёт одна, вынуждена сама себя кормить и управляться с домашними делами, она очень любит музыку и живёт в мире звуков. В свою очередь Янош с горечью рассказывает историю своего приезда в Америку, своих надежд, приключившегося с ним несчастья и своего уродства, а также то, что ради исправления лица стал преступником.
Некоторое время спустя, когда Хелен слышит радиопередачу, в которой рассказывается о последней краже, которая совершена под руководством Яноша, она резко осуждает грабителей. После этого Янош решает порвать с бандой и вести честный образ жизни. При обсуждении очередной крупной операции по краже драгоценностей, которую готовит Джефф, Янош объявляет, что выходит из банды и уезжает жить в другое место. Наедине с Динки, Янош сообщает ему свой новый адрес, говоря, что купил домик за городом и собирается жениться на Хелен. Тем временем, ограбление, которое Джефф планировал провести с участием Яноша, проходит неудачно, и на банду начинается настоящая охота. Джефф подозревает, что ограбление провалилось из-за предательства Яноша. Он роется в вещах Яноша, где находит визитную карточку детектива О’Хары. Демонстрируя карточку остальным членам банды, Джефф убеждает их в том, что ограбление сорвалось из-за предательства Яноша. Джефф решает найти Яноша и отомстить ему. Вместе со своими подручными он ловит Динки и под пыткой выбивает из него адрес Яноша. Утром Янош перевозит Хелен в их новый дом. Во время их первого завтрака неожиданно появляется Джефф, угрожая Яношу убийством, но говорит, что не будет тратить на него пулю. Джефф выходит из дома, садится в машину и вместе с бандой уезжает. По дороге избитый Динки пытается вырваться из машины, однако бандиты стреляют в него и прямо на ходу выбрасывают в придорожный ров. Раненому Динки удаётся добраться до автозаправочной станции, чтобы позвонить соседям Яноша и попросить их срочно позвать Яноша к телефону. Пока сосед увозит Яноша к себе домой, чтобы тот поговорил по телефону, Хелен решает перенести вещи из машины в дом и разобрать их. По телефону Динки сообщает Яношу, что бандиты установили в его машине взрывное устройство, которое сработает, когда будет включено радио. Желая предотвратить взрыв, Янош бросается домой. Он подъезжает как раз в тот момент, когда Хелен включает радио, вызывая взрыв. Хелен умирает у Яноша на руках, после чего Янош приезжает к Динки в больницу. Тот рассказывает, что Джефф с бандой ранним утром собирается улететь на частном самолёте в Мексику, называя владельца самолёта, место и время вылета. Янош оставляет Динки деньги, требуя от того поклясться, что тот вернётся домой к матери и купит ферму.
Утром Джефф и прочие садятся на самолёт до Мексики, который неожиданно садится посреди аризонской пустыни. Озадаченные члены банды только в этот момент обращают внимание, что пилотом их самолёта является Янош, который намеренно посадил их в пустынном месте, расположенном в 100 километрах от ближайшего населённого пункта или дороги. Бандиты пытаются уговорить Яноша улететь, но тот категорически отказываются. Тогда они привязывают его к самолёту, а сами безуспешно отправляются на поиски помощи. В полицейском участке О’Хара получает анонимное письмо, в котором сообщается, что банда Джеффа уже в течение недели находится в аризонской пустыне с указанием точных координат их местонахождения. Письмо заканчивается просьбой передать вознаграждение за содействие в поимке преступников матери Динки. Группа под руководством О’Хары на самолёте пребывает в указанное место, обнаруживая разбросанные по пустыне тела, и записку на теле Яноша, в которой он благодарит О’Хару за доброту.

## В ролях
- Питер Лорре — Янош «Джонни» Сабо
- Эвелин Кейс — Хелен Уильямс
- Дон Беддоу — лейтенант Джим О’Хара
- Джордж Э. Стоун — Динки
- Джеймс Сиэй — Джефф Джефрис

## Создатели фильма и исполнители главных ролей
По словам кинокритика Джеффа Стаффорда, «на протяжении своей голливудской кинокарьеры венгерскому актёру Питеру Лорре редко удавалось найти роль, столь памятную или столь убедительную как образ детоубийцы в немецком фильме „М“ 1931 года, который поставил Фритц Ланг. Он не испытывал недостатка в ролях, построенных вокруг его странной внешности и голоса. Однако он часто попадал в одну и ту же колею своего типажа, играя вариации безумных врачей („Безумная любовь“, 1935), убийц („Незнакомец на третьем этаже“, 1940), недотёп („Путешествие в Марсель“, 1944) и комические пародии на самого себя („Вы узнаете“, 1940). Но даже когда он играл в крупных фильмах категории А, таких как „Мальтийский сокол“ (1941) или „Касабланка“ (1942), он всегда был аутсайдером, странным и необычным персонажем, отличавшимся своей эксцентричностью». Помимо упомянутых выше картин, наиболее интересными фильмами нуар с участием Лорре были также «Маска Димитриоса» (1944), «Вердикт» (1946), «Чёрный ангел» (1946) и «Погоня» (1946).
За свою продолжительную карьеру, начавшуюся в 1927 году, Флори поставил немало криминальных и нуаровых картин, среди них «Убийство на улице Морг» (1932), «Дочь Шанхая» (1937), «Безымянные женщины» (1940), «Леди-гангстер» (1942), «Сигнал об опасности» (1945) и «Преступный путь» (1949). «Флори и Лорре работали вместе ещё над одной необычной картиной, которая станет фаворитом киноманов, фильмом ужасов „Зверь с пятью пальцами“ (1946)».
Эвелин Кейс сыграла в нескольких фильмах нуар, среди них «Джонни О’Клок» (1947), «Вор» (1951), «Ривер-стрит, 99» (1953) и «Пол-акра ада» (1954).

## Работа над фильмом
Как отмечает Стаффорд, "Лорре не особенно высоко ценил этот фильм. Его партнёр по картине Дон Беддоу однажды сказал: "Я не думаю, что Петер был очень впечатлён «Лицом под маской». После своих других успехов, таких как «М», Лорре смотрел свысока на этот конкретный проект".
По словам Стаффорда, "как и у его персонажа в фильме, у Лорре произошли некоторые физически изменения с лицом после его предыдущего фильма «Вы узнаете» (1940). Его разрушающиеся зубы, которые беспокоили его в течение многих лет и привели к пародонтиту и хроническому плохому запаху изо рта, были наконец заменены на протезы, что значительно смягчило черты его лица. Это могло быть также фактором в получении им более значимых ролей второго плана в таких фильмах, как «Они встретились в Бомбее» (1941) и «Мальтийский сокол» (1941).
Стаффорд пишет, что «с Лорре бывало трудно работать как актёром». Как написал Стивен Д. Янгкин в книге «Потерянный: Жизнь Питера Лорре», "в ожидании начала съёмки на натуре в песчаных дюнах Окснарда он выпивал на завтрак стакан Перно, потом следующий, разбавляя его шампанским. Обеспокоенный режиссёр Роберт Флори сидел и слушал шутки Лорре о необходимости жидкого освежителя, чтобы забыть глупые реплики и гримасы его роли. Актёр обещал вести себя нормально, говорил Флори, но «не держал своего слова. Я мог управляться с ним без особого труда до обеда, но во второй половине дня Питер проваливался в свой собственный мир, становясь угрюмым, игривым, меланхоличным или бесчувственным, не разбирая направления, но никогда не был враждебным… Я пытался снимать все важные сцены в утренние часы, что не всегда было возможно». Деннис Шварц пишет: «Флори снял картину всего за 12 дней, хотя и был вынужден работать с алкоголиком Лорре, который начинал пить Перно после завтрака, а после обеда был слишком пьян, чтобы сниматься». Шварц отмечает, что в действительности Лорре работал в кадре без всякой маски. Он «симулировал маску, покрывая лицо толстым слоем белого грима и затягивая кожу назад за линию волос с помощью приклеенных к скулам прозрачных лент». Сам Лорре заявлял: «Я накладываю мертвенно белый грим, использованные две полоски абразивной плёнки, чтобы обездвижить части моего лица, и напоследок делал соответствующее выражение лица, чтобы создать иллюзию маски».

## Оценка фильма критикой

### Общая оценка и характеристика фильма
После выхода фильма он получил сдержанные оценки критики. Как пишет Стаффорд, «немногие обозреватели того времени… признавали, что „Лицо под маской“ было чем-то более значимым, чем обычный фильм категории В, несмотря на тот факт, что его популярность вдохновила „Коламбиа“ выпустить фильм на экраны повторно два года спустя».
Так, газета «Нью-Йорк таймс» отметила, что «несмотря на определённые претензии на психологизм, фильм „Лицо под маской“ может быть спокойно занесён в разряд чистой мелодрамы, в которой таланты Питера Лорре были загнаны в угол тривиальным текстом и банальными сюжетными манипуляциями». Далее в рецензии отмечается, что «размеренный темп, в котором разворачивается история, в большей степени показывает недостатки, чем создаёт наводящую на размышления атмосферу конфликта между разумом и душой главного героя». Журнал «Variety» также не принял фильм, написав: «Не очень-то похоже, что он напугает зрителей, он скорее вызовет у них слегка болезненное состояние (от созерцания уродства главного героя). Производственные качества, актёрская игра и история, парадоксальным образом, достаточно высокого порядка, но всё в целом это слишком неприятно». Журнал отмечает, что «история неторопливо разворачивается под руководством Роберта Флори, рассказывая о том, как искренний и порядочный человек в результате неудачно сложившихся обстоятельств был вынужден обратиться к преступности».
Как отметил Стаффорд, «шестьдесят пять лет спустя „Лицо под маской“ имеет куда лучшую репутацию». Марк Демиг указывает, что «этот низкобюджетный триллер приобрёл определённый культовый статус среди киноманов 1960-70-х годов».
Авторитетная книга Фила Харди «Энциклопедия фильма ужасов» называет его «изумительным маленьким фильмом… Тонко стилизованная режиссёрская работа Флори, великолепная операторская работа Планера и первоклассная актёрская игра (Лорре, умно загримированный, редко когда был лучше) сплетают его в чудо нежности и доброты». А журнал «TimeOut» указал: «Благодаря чувственным чертам Лорре, которые чудесным образом служат для изображения лишённой выражения „маски“, режиссуре Флори и операторской работе Франца Планера, которые едва ли делают хоть один неверный шаг, фильм без каких-либо усилий превращает свой статус фильма ужасов категории В в безрадостно-поэтичную маленькую трагедию».
Стаффорд назвал картину «низкобюджетной мелодрамой, которая преодолевает скудность своих изначальных предпосылок, превращаясь в поэтичную трагедию с одной из самых экспрессивных работ Лорре со времени „М“». Стаффорд продолжает: «Более чем какое-либо другое произведение, „Лицо под маской“ является видением американской мечты, которая пошла ужасающе неверным путём… Благодаря творческой режиссуре Роберта Флори наряду с атмосферической операторской работой Франца Ф. Планера и чувственной игрой Лорре, фильм становится богатой, многослойной психологической драмой, жемчужиной среди фильмов компании „Коламбиа“ 1940-х годов». Стаффорд также отмечает, что "несмотря на свою 69-минутную краткость, фильму удаётся взглянуть поверх клише большинства криминальных мелодрам своего времени, создав некоторые по-настоящему интересные умные образы, в особенности, Динки. Он единственный человек, который принимает Яноша таким, каков он есть, и не испытывает ни шока, ни отвращения из-за его изуродованной внешности. Их чувство верности друг к другу по ходу фильма столь же трогательно, также как и роман Яноша с Хелен".
Деннис Шварц называет фильм «первоклассной и довольно стильной низкобюджетной хоррор-гангстерской историей, которая в 1960-е годы имела культовый статус среди киноманов», отметив, что «Лорре великолепен в роли только что прибывшего в Америку способного ремесленника». Далее он указывает, что «этот фильм является историей ужасов в смысле своего взгляда на американскую мечту, которая оказывается уродливой и обманчивой», отметив также что "фильм стал коммерческим хитом, и заслуживает большего внимания, так как до сих пор привлекает интерес наиболее проницательных зрителей.

### Характеристика работы режиссёра и исполнителя главной роли
Критики в целом положительно оценили режиссёрскую и операторскую работу в картине. Шварц, в частности, назвал постановочную работу Флори «изящной», а Стаффорд отметил, что «Флори с особой тщательностью пытается вызвать чувства жалости и сострадания в сценах, которые другие режиссёры поставили бы в манере чистого хоррора… Флори также избегает каких-либо явных крупных планов изуродованного лица Лорре, предпочитая вместо этого показывать его коротко и частично скрывать тенью».
Как уже отмечалось выше, критики высоко оценили игру Лорре в этой картине. По мнению «Нью-Йорк таймс», «мистер Лорре честно пытается представить психологический образ человека, который доведён до преступного пути вопреки велению своей совести». «Variety» считает, что «Лорре справляется со своей ролью умело, с минимальными потерями преодолевая препятствия в виде напыщенных и ходульных реплик, слишком часто поставляемых сценаристами». Стаффорд полагает, что «несмотря на низкую оценку фильма самим Лорре, он выдаёт великолепную игру, с учётом ограничений, которые накладывает маска, и демонстрирует поразительный спектр эмоций от детского ликования до безумной ярости, от глубокой депрессии до холодной отстранённости и духовного блаженства».